# Giovanni Antonio Pandolfi Mealli
Giovanni Antonio Pandolfi Mealli, född 22 december, 1624 i Montepulciano (Toskana), troligen död 1687 i Madrid, var en italiensk tonsättare och violinist.

## Biografi
Giovanni Antonio Pandolfi Mealli döptes ursprungligen till Domenico Pandolfi, andra barnet av i en skara om fyra, föräldrarna hette Giovanni Battista Pandolfi och Verginia Bartalini (änka till Mario Mealli). Vid faderns död 1629 tog modern med sig den femårige Pandolfi till Venedig där hans halvbror var verksam, en kastrat vid namn Giovanni Battista Mealli och anställd vid San Marco-katedralen. Under denna tid var även den berömde tonsättaren Claudio Monteverdi verksam i Venedig.
Pandolfis förehavanden direkt efter flytten till Venedig är höljda i dunkel. Violinisten Andrew Manze har dock förmodat att Pandolfi kan ha skaffat sig en utbildning inom musik i Perugia, eftersom Benedetto Stella bodde där, den enda person som fått sonater dedicerade åt sig i både Op 3 & 4 och som inte dessutom tillhörde Pandolfis närmaste krets under 1660-talet. Stella var medlem av Cisterciensorden och känd för kunskaper inom såväl vetenskap som musik. Ytterligare ett spår som pekar mot Perugia är adelsdamen Teodora Vinciolina, som Pandolfi dedicerat den sista sonaten i Op. 4 åt.
Pandolfi dyker sedan upp 1660 i Innsbruck, då med namnet Giovanni Antonio Pandolfi Mealli. Han ska där ha varit anställd som hovmusiker sedan 1652.
Innsbruck var vid denna tid ett centrum för musikutövande i Europa. Ärkehertig Ferdinand Karl av Tyrolen var dokumenterat musikintresserad och lät under 1650-talet uppföra det första fristående operahuset i de tysktalande delarna av Europa med fast anställd personal. Under hans och hans hustrus försorg kunde även tonsättare som Stefano Bernardi, Francesco Cavalli, Maurizio Cazzati, Biagio Marini, Barbara Strozzi , och Pietro Andrea Ziani tillåtas att verka.

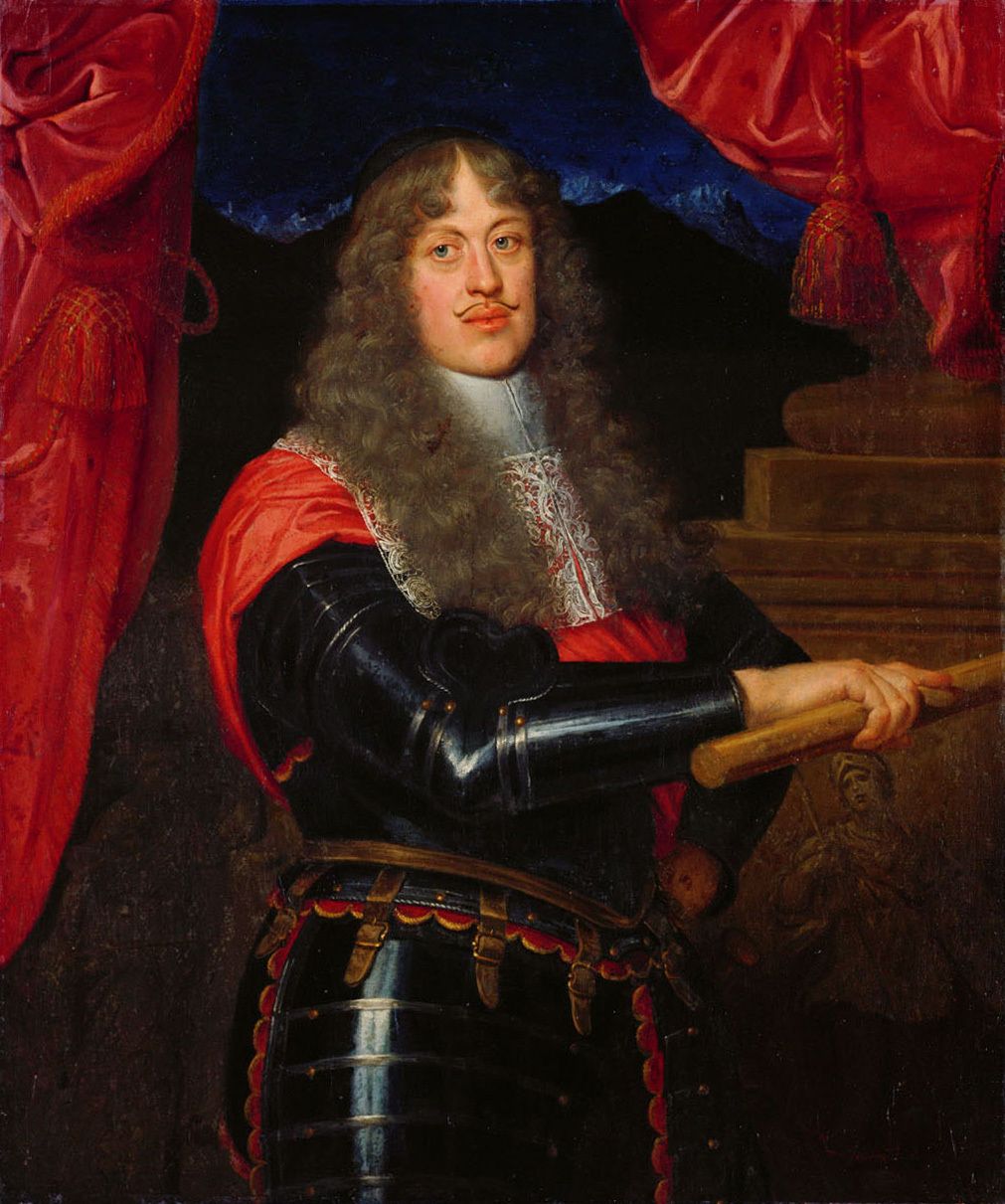
Ärkehertig Sigismund Frans, avbildad av Giovanni Maria Morandi, före 1665.

Pandolfi hade sedermera en tjänst som musiker vid hovet i Innsbruck och av de tekniska svårigheterna i hans sonater att döma var han en habil violinist. Bland hans kollegor märks bland annat Giovanni Buonaventura Viviani, även han en ryktbar violinist och tonsättare som också publicerat verk för soloviolin. Under 1660 publiceras Pandolfis sex sonater för violin och generalbas opus 3, tillägnade ärkehertiginnan Anna de’ Medici, samt även opus 4, sex sonater för samma besättning, de senare tillägnade Ärkehertig Sigismund Frans. Om Pandolfis Op 1 och 2 finns dessvärre ingen känd information.
Pandolfi lämnade Innsbruck någon gång före 1665, möjligen på grund av de sparkrav som följde efter Ferdinand Karls frånfälle 1662. 1669 återfanns Pandolfi i Messina och då som försteviolinist vid katedralens kapell. Samma år publicerades även de så kallade Sonate messinesi, tillägnade Giovanni Antonio La Rocca. 1675 var Pandolfi tvungen att fly från Messina, detta på grund av att han under en dispyt i katedralen med värja mördat kollegan och kastratsångaren Giovannino Marquett. Bakgrund och orsak till dispyten är okänd. Efter ett uppehåll i Frankrike återfinns Pandolfi från och med den 1 april 1678 som anställd violinist i Madrid, detta vid det så kallade Cappella Reale vid hovet. Han ska ha avlidit i Madrid 1687.

## Kommentar till källor
Violinisten och dirigenten Andrew Manze menade 1998 att det fanns skäl att misstänka att „en slug musikvetare skulle ha hittat på Pandolfi en regnig onsdag“, eftersom det fanns så lite information om honom. New Grove  låter sig nöja med „verksam 1660–69“ och i MGG finns ingen information överhuvudtaget.

## Verk

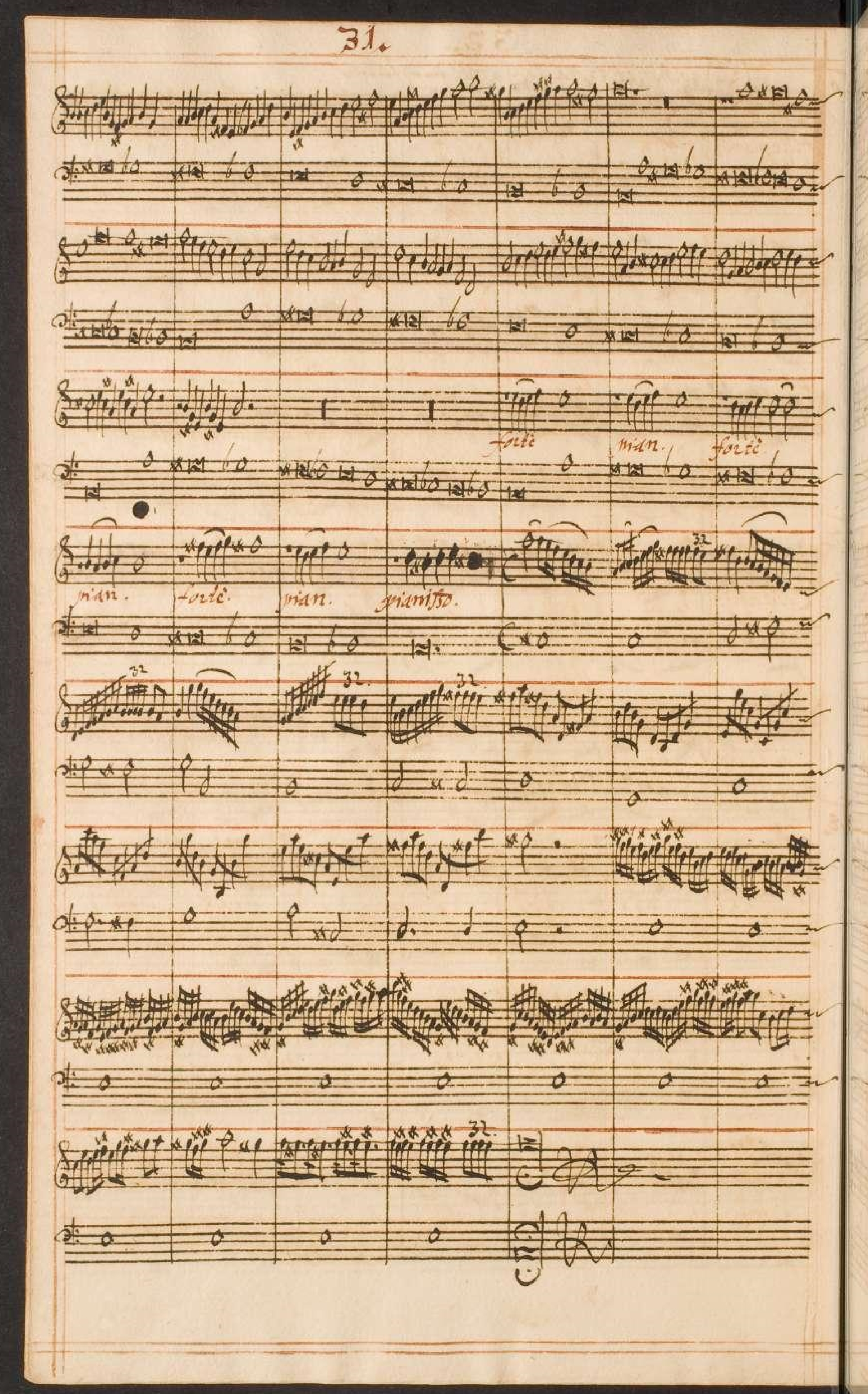
Utdrag (sista sidan) ur Sonat Op.3 no.2 "La Cesta" av Giovanni Antonio Pandolfi Mealli, handskriven kopia av Jakob Ludwig (1623-1698), den sk. Partiturbuch Ludwig.

Op. 1 och op. 2: förkomna. Op. 3 op. 4: Sonate à Violino solo, per Chiesa e Camera (om 6 sonater vardera), Innsbruck 1660, återfinns vid Museo Civico i Bologna. Faksimilutgåva utgiven av Enrico Gatti och Fabrizio Longo, Edition Walhall, Magdeburg 2011. Samtliga sonater i Op 3 och 4 är namngivna efter personer, vilka merendels kan identifieras som musiker som verkat i Pandolfis närhet, såsom exempelvis Benedetto Stella, Antonio Cesti och Giovanni Buonaventura Viviani. Utan opusnummer: De så kallade "Sonate messinesi" (Sonate cioe balletti, sarabande, correnti, passacagli, capriccetti, e una trombetta a uno e dui violini con la terza parte della viola a beneplacito) utgivna i Rom 1669, Faksimilutgåva utgiven av Fabrizio Longo   . Dessa Sonater bär också angivna personnamn, bland andra Benedetto Stella och tonsättaren Bernardo Storace, och anmärkningsvärt även Giovannino Marquett återfinns bland dem.

### 6 Sonater för violin & generalbas, Opus 3
- No.1: La Stella
- No.2: La Cesta
- No.3: La Melana
- No.4: La Castella
- No.5: La Clemente
- No.6: La Sabbatina

### 6 Sonater för violin & generalbas, Opus 4
- No.1: La Bernabea
- No.2: La Viviana
- No.3: La Monella Romanesca
- No.4: La Biancuccia
- No.5: La Stella
- No.6: La Vinciolina

### Sonate Cio Balletti för två violiner och generalbas, 1669
- No.1: Capriccetto Il Tozz (2 violiner & generalbas)
- No.2: Capriccetto Il Candeloro (2 violiner & generalbas)
- No.3: Capriccetto Il Drago (2 violiner & generalbas)
- No.4: Capriccetto Il Falvetti (2 violiner & generalbas)
- No.5: Capriccetto Il Cara (2 violiner & generalbas)
- No.6: Capriccetto Il Muscari (2 violiner & generalbas
- No.7: La Domenga Sarabanda (2 violiner & generalbas)
- No.8: Balletto Il Folcognoni (2 violiner & generalbas)
- No.9: Balletto Il Ferrotti (2 violiner & generalbas)
- No.10: Balletto Il Giusto (2 violiner & generalbas)
- No.11: Balletto Lo Giudice (2 violiner & generalbas)
- No.12: Balletto Il Colangiolo (2 violiner & generalbas)
- No.13: Trombetta (2 violiner & generalbas)
- No.14: Passacaglio Il Marcquetta (2 violiner & generalbas)
- No.15: Balletto Il Monforti (violin & generalbas)
- No.16: Capriccetto Il Raimondo (violin & generalbas)
- No.17: Capriccetto Il Mavritio (violin & generalbas)
- No.18: Capriccetto Il Catalano (violin & generalbas)

Manze konstaterar  : „Att dessa verk har musikhistoriskt värde är utom allt tvivel, men de bör värderas ännu högre än så. Jämfört med kompositioner från vilken epok som helst, kan dessa betraktas som märkvärdiga musikstycken, inte minst på grund av att Pandolfi begagnar sig av de enklaste idéer som grund för att skapa nya och oefterhärmliga stämningar. I detta hänseende kan han liknas vid en världsmästare i schack som väljer en vanlig öppning och utifrån den sedan varierar sitt spel genialt .... Oförutsägbarhet är ett av Pandolfis mest effektiva grepp". "... ignorerar de harmoniska konventionerna skamlöst“.

## Diskografi
- Complete Violin Sonatas (Andrew Manze och Richard Egarr); Label HMF 1998/99
- 12 Sonaten für Violine und Basso continuo opus 3 und opus 4" (Gunar Letzbor och Ars Antiqua Austria); Utgiven genom: Tiroler Landesmuseum 2003; innehåller ljudexempel: Sonat Op 4:5, speltid 6'03''.
- Violin sonatas (Richard Egarr, Fred Jacobs, Andrew Manze); Utgiven på: Channel 2006 (innehåller 7 sonater ur op. 3 & 4, samt tre anonyma cembalosviter).
- Violinsonaten op. 3 nr. 1-6 (Gunar Letzbor, Ars Antiqua Austria); Utgiven på: Arcana / Outhere 2013; Ljudexempel finns på ensemblens officiella webbplats [10].
- Violinsonaten op. 4 nr. 1-6 (Letzbor, Ars Antiqua Austria); Utgiven på: Arcana / Outhere 2013; Ljudexempel finns på ensemblens officiella webbplats [10].
- 6 Sonaten op. 3 för sinka & generalbas (Ensemble Le Concert Brisé) 2014; Utgiven på: CarpeDiem (innehåller även verk av Froberger).
- The Violin Sonatas of 1660 (The Smithsonian Chamber Players - Fewer, Lutzke, Slowik); Utgiven på: FoM Recordings der Smithsonian Chamber Music 2014 ; Sonat Op. 3:1 - speltid 3'44''.